# 고백자 막시모스
고백자 막시모스(영어: Maximus the Confessor, 그리스어: Μάξιμος ὁ Ὁμολογητής)는 신학자 막시모스 또는 콘스탄티노폴리스의 막시모스(580년경 ~ 662년 8월 13일)로도 불리는 기독교인 수사이면서 신학자, 학자이다.